# Metaxmeste staudingeri
Metaxmeste staudingeri is een vlinder uit de familie van de grasmotten (Crambidae). De wetenschappelijke naam van deze soort is voor het eerst voorgesteld als Hercyna staudingeri door Hugo Theodor Christoph in een publicatie uit 1872.
De soort komt voor in Iran.